# Estación Talamuyuna
Talamuyuna era una estación de ferrocarril ubicada el departamento Capital de la provincia de La Rioja, Argentina.

## Servicios
No presta servicios de pasajeros ni de cargas.
Sus vías e instalaciones corresponden al Ramal A del Ferrocarril General Belgrano, que opera la empresa estatal Trenes Argentinos Cargas.
El edificio de la estación se encuentra en ruinas.